# Nova Olinda (Tocantins)
Nova Olinda is een gemeente in de Braziliaanse deelstaat Tocantins. De gemeente telt 10.974 inwoners (schatting 2009).